# Nervios esplácnicos
Los nervios esplácnicos son un conjunto de nervios que forman parte del sistema nervioso simpático o el sistema nervioso parasimpático e inervan diferentes órganos del abdomen y la pelvis. Se originan en los ganglios simpáticos situados a ambos lados de la médula espinal. Los principales son el nervio esplácnico mayor, que inerva el hígado, estómago, páncreas y glándulas suprarrenales y el nervio esplácnico menor que inerva intestino delgado y colon.

## Nervio esplácnico mayor
Se forma a partir de los ganglios simpáticos torácicos entre T5 y T9, a veces también T10, sigue un trayecto descendente, atraviesa el diafragma y penetra en el abdomen hasta alcanzar el ganglio celíaco, a partir de este punto se ramifican hacia estómago, hígado, bazo, páncreas y glándulas suprarrenales.

## Nervio esplácnico menor
Parte de los ganglios simpáticos torácicos 10 y 11 y alcanza el ganglio mesentérico superior desde donde inerva el intestino delgado el colon ascendente y el colon transverso.

## Nervio esplácnico inferior
Parte del ganglio simpático torácico 12.